# Adam Kuckhoff

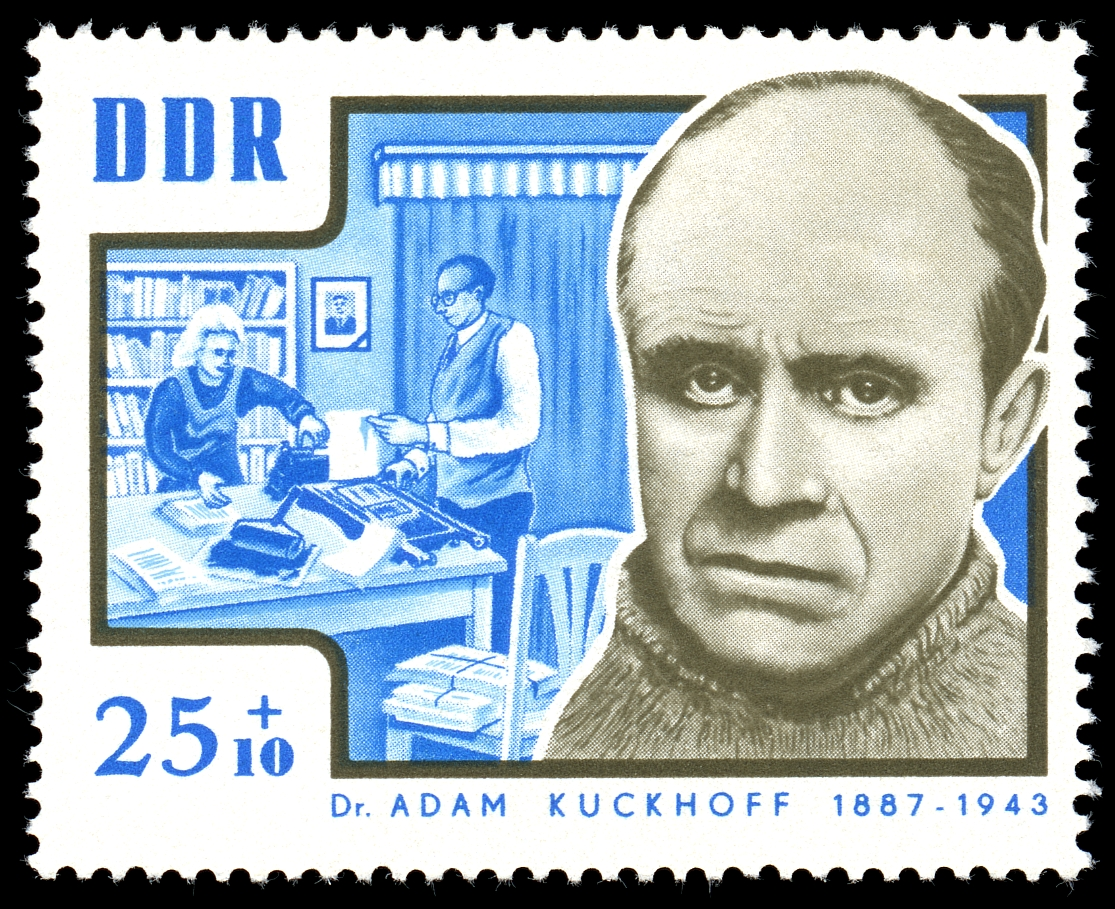
25+10 Pfennig-Sondermarke der DDR-Post 1964 mit Adam Kuckhoff

Adam Kuckhoff (* 30. August 1887 in Aachen; † 5. August 1943 in Berlin-Plötzensee) war ein deutscher Schriftsteller und Widerstandskämpfer gegen den Nationalsozialismus.

## Leben

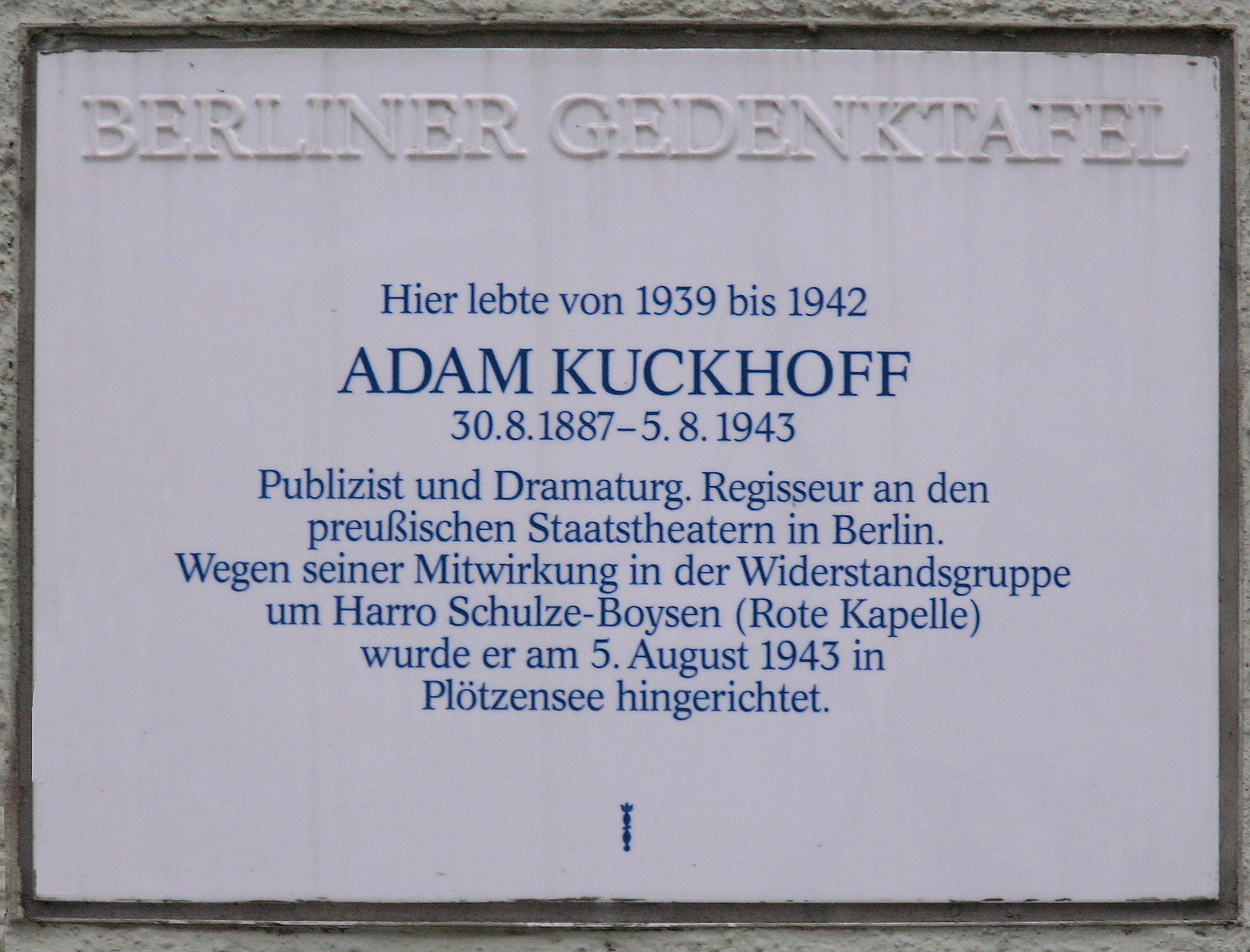
Berliner Gedenktafel am Haus Wilhelmshöher Straße 18 in Berlin-Friedenau

Adam Kuckhoff war der Sohn des Nadelfabrikanten Bernhard Kuckhoff. Nachdem er 1906 in Aachen am Kaiser-Karls-Gymnasium das Abitur bestanden hatte, studierte er Jura, Germanistik, Geschichte und Philosophie an den Universitäten in Freiburg/Breisgau, München, Heidelberg, Berlin und Halle (Saale). 1912 promovierte er in Halle (Saale) mit einer Arbeit über Friedrich Schiller zum Doktor der Philosophie. 1912 wurde auch sein Sohn Armin-Gerd Kuckhoff geboren.
Ab 1913 absolvierte er an der Theaterschule Louise Dumonts in Düsseldorf eine Ausbildung zum Schauspieler und Regieassistenten. Nachdem er den Ersten Weltkrieg anfangs noch aus patriotischer Überzeugung begrüßt hatte, wandelte er sich im Verlauf des Kriegs zum Pazifisten. Ab 1918 war er Mitglied der USPD.
Von 1917 bis 1920 wirkte Kuckhoff als Dramaturg am Frankfurter Neuen Theater und von 1920 bis 1923 als Intendant des Frankfurter Künstlertheaters für Rhein und Main, an dem u. a. der junge Günther Haenel engagiert war. Mit dem Schauspieler Hans Otto war er seitdem freundschaftlich und später auch familiär verbunden, da Hans 1922 dessen erste Ehefrau Marie Viehmeyer (geb. 10. April 1890; Künstlername Mie Paulun) geheiratet hatte und dadurch der Stiefvater seines Sohnes Armin-Gerd war.
Zwischen 1927 und 1929 war er Lektor im Jenaer Eugen-Diederichs-Verlag, für den er auch die Zeitschrift Die Tat herausgab. Da Kuckhoffs Vorstellungen über die linksliberale Tendenz dieser Zeitschrift auf Widerstand bei der konservativen Verlagsleitung stießen, musste er seinen Redakteurposten räumen. Ab 1930 arbeitete er als Dramaturg am Staatlichen Schauspielhaus in Berlin. Nach 1933 war er als freier Lektor und freier Schriftsteller tätig.
Von 1925 bis 1932 sind acht Rundfunksendungen von ihm zu verschiedenen Themen nachgewiesen, vor allem im Südwestdeutschen Rundfunkdienst Frankfurt, so unter anderem am 3. März 1928 über Laienspiel und Arbeiterbühne.
Bereits seit Beginn des Dritten Reichs hatte Kuckhoff Verbindung zu linken Widerstandskreisen. Er gehörte mit seiner dritten Frau Greta Kuckhoff, mit der er seit 1937 verheiratet war, zum Widerstandszirkel um Arvid Harnack, später zu weiteren und zur Gruppe um Harro Schulze-Boysen, alles Widerstands-Organisationen, für die er während des Zweiten Weltkriegs Flugblätter und Beiträge zur Untergrundzeitschrift Die Innere Front verfasste.
Nach der Enttarnung dieser Gruppen wurde Kuckhoff am 12. September 1942 in Prag von der Gestapo verhaftet. In einem Prozess vor dem Reichskriegsgericht wurde er im Februar 1943 zum Tode verurteilt. Ein halbes Jahr später wurde er am 5. August 1943 in Plötzensee hingerichtet.

## Kinder
- Armin-Gerd Kuckhoff (* 13. März 1912 in München; † 19. Juni 2002 in Glienicke/Nordbahn)
- Ule Kuckhoff (* 8. Januar 1938 in Berlin; † 16. August 1989 in Wandlitz)

## Ehrungen

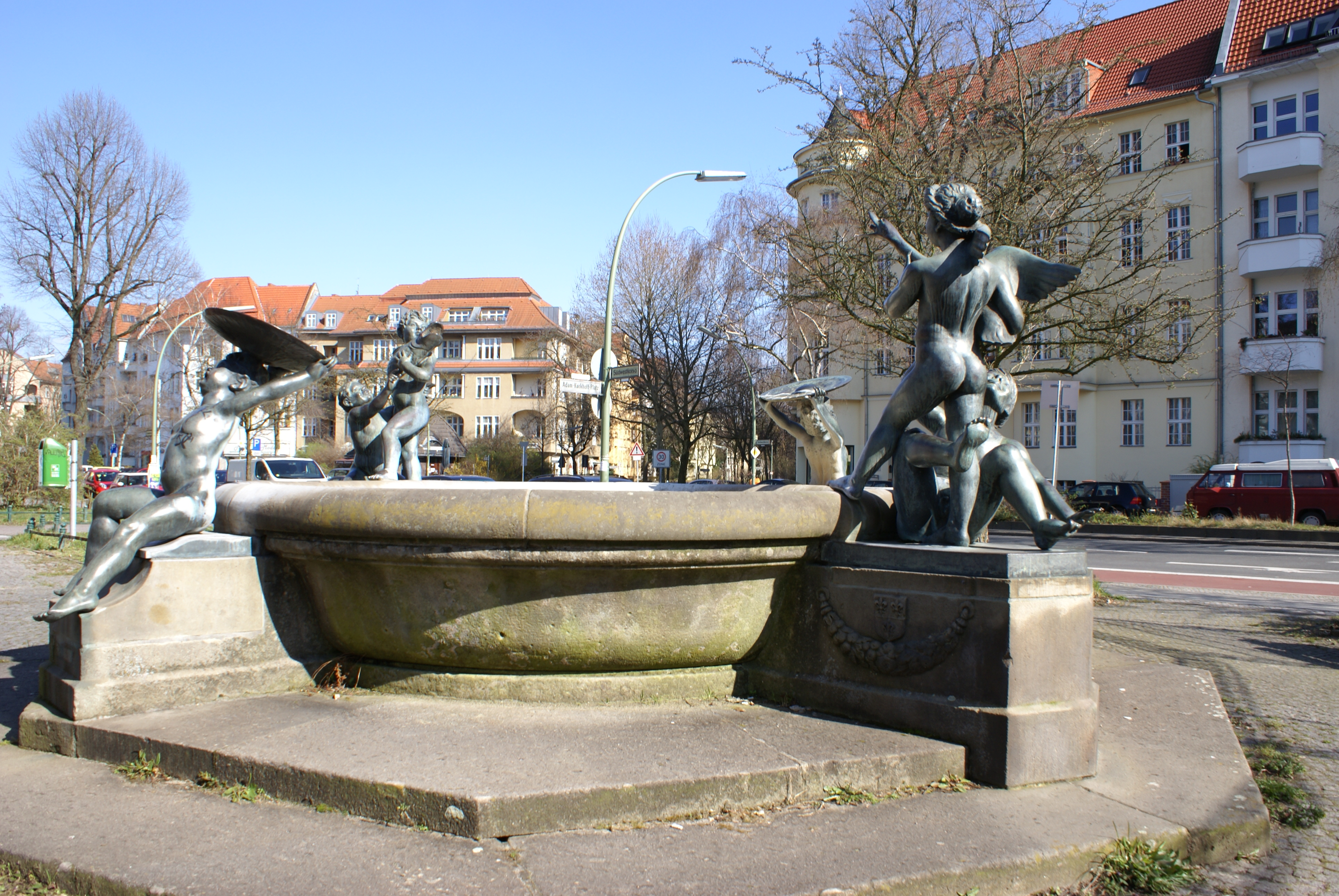
Der Erikabrunnen auf dem
Berliner Adam-Kuckhoff-Platz

Nach 1945 erfuhr Adam Kuckhoff eine offizielle Anerkennung als aktiver Widerstandskämpfer zunächst und vor allem in der DDR. Von der Sowjetunion wurde er 1969 postum mit dem Rotbannerorden ausgezeichnet.

### Gedenktafeln
- Eine Berliner Gedenktafel befindet sich an seinem letzten Wohnhaus in der Wilhelmshöher Straße 18/19 in Berlin-Friedenau.
- Auf dem Aachener Ostfriedhof wurde eine Gedenktafel aufgestellt, obwohl er dort nicht begraben liegt.
- Auf der Gedenktafel für die Opfer des Faschismus an den städtischen Bühnen in Frankfurt am Main ist Adam Kuckhoff aufgeführt.

### Namensgeber
- Die Kuckhoffstraße in Berlin-Niederschönhausen ist nach ihm und seiner Frau Greta benannt.[3]
- Ein kleiner Platz in Berlin-Friedenau in unmittelbarer Nähe der Wilhelmshöher Straße trägt seit 1990 den Namen Adam-Kuckhoff-Platz.[4]
- Ein Platz in Kleinmachnow ist nach ihm benannt.
- Eine Straße in Halle (Saale) trägt seinen Namen.
- Die Kuckhoffstraße in Aachen, innerstädtisches Wohngebiet auf dem Gelände einer ehemaligen Textilfabrik, erinnert an Adam Kuckhoff.[5]
- In Leipzig-Grünau war von 1983 bis 1990 die 93. Oberschule nach Kuckhoff benannt.
- Zwei Torpedoschnellboote der Volksmarine trugen seinen Namen: Zunächst von 1961 bis 1968 ein TS-Boot vom Projekt 183 und dann vom 15. Oktober 1969 bis 15. September 1984 ein TS-Boot vom Projekt 206.

## Werk
Adam Kuckhoffs Werk besteht aus Theaterstücken, Romanen, Erzählungen, Essays und Lyrik. Ein Großteil seiner während der Weimarer Republik entstandenen Erzählungen wurde erst postum veröffentlicht. In seinen – während des Dritten Reichs zunächst in der Kölnischen Zeitung und dann als Buch veröffentlichten – Romanen Der Deutsche von Bayencourt und Strogany und die Vermißten verbarg sich unter einer durchaus regimetreuen Oberfläche eine zweite, antifaschistische Lesart.

## Werke
- Schillers Theorie des Tragischen bis zum Jahre 1784. Halle 1912.
- Scherry. Frankfurt 1931.
- Wetter veränderlich! Berlin 1932 (zusammen mit Eugen Gürster).
- Disziplin. Berlin 1933.
- Till Eulenspiegel. Berlin 1933.
- Der Deutsche von Bayencourt. Berlin 1937.
  - Neuausgabe: herausgegeben und mit einem Nachwort versehen von Ansgar Warner. ebooknews press, Berlin 2017, ISBN 978-3-944953-56-4.
- Strogany und die Vermißten. Berlin 1941 (zusammen mit Peter Tarin, Pseudonym für Edwin Tietjens)
  - Neuausgabe: herausgegeben und mit einem Nachwort versehen von Ansgar Warner. ebooknews press, Berlin 2016, ISBN 978-3-944953-43-4.
- Adam Kuckhoff zum Gedenken. Berlin 1946.
- Adam Kuckhoff. Halle 1967.
- Adam Kuckhoff. Berlin 1970.
- Fröhlich bestehn. Alano, Aachen 1985, ISBN 3-924007-18-7.

## Herausgeberschaft
- Karl Immermann: Münchhausen unter den Ziegen. Frankfurt a. M. 1920
- Georg Büchner: Werke. Berlin 1927